# NGC 1850
NGC 1850 (również ESO 56-SC70) – gromada otwarta, znajdująca się w gwiazdozbiorze Złotej Ryby. Należy do Wielkiego Obłoku Magellana. Odkrył ją James Dunlop 3 sierpnia 1826 roku.